# Jeroen Overbeek
Jeroen Overbeek (Haarlem, 25 april 1966), is een Nederlandse journalist, presentator en nieuwslezer. Hij is presentator van het NOS Journaal en van Nieuwsuur.  Hij was onder andere nieuwslezer en redacteur voor het ANP, Omroep Flevoland en NOS Radio.

## Leven en werk
Overbeek werd in 1966 in Haarlem geboren. Hij studeerde Nederlands Recht in Amsterdam en behaalde zijn doctoraalexamen in het staats- en bestuursrecht. Sinds 1997 werkt hij als redacteur voor NOS. Vanaf 1999 is hij werkzaam als presentator/redacteur bij het NOS Journaal en zowel presentator als verslaggever voor NOS Actueel bij een aantal grote nationale evenementen. Overbeek versloeg onder andere de Millennium-nacht en op 2 februari 2002 het huwelijk van kroonprins Willem-Alexander en prinses Máxima in de Nieuwe Kerk te Amsterdam. Daarnaast viel hij in 2001 geregeld in als presentator van het Sportjournaal bij NOS Studio Sport. Sinds 2010 werkt hij ook voor Nieuwsuur.
Sinds 2001 beoordeelt hij enkele keren per jaar als gecommitteerde eindexamens van studenten hbo op de School voor Journalistiek in Utrecht. Vanaf 2011 is Overbeek ook expert-assessor bij de Fontys Hogeschool Journalistiek in Tilburg. Ook verzorgt Overbeek commentaar-, verslaggeving- en presentatieworkshops voor journalistieke opleidingen, waaronder de Saxion Hogeschool in Enschede en voor lokale en regionale omroepen. Als workshopleider bij het educatief project Making Movies News van het Nederlands Instituut voor Filmeducatie maakt hij jongeren in het voortgezet onderwijs mediawijs. Verder begeleidt Overbeek als internetverslaggever-coach redacteuren bij het maken van videoreportages voor de jongerensite van NOS Headlines.
Sinds 2003 is hij presentator en commentator op de Dam in Amsterdam tijdens de jaarlijkse Nationale Dodenherdenking op 4 mei. Daarnaast presenteert hij live verslaggeving van het NOS Journaal bij 'breaking news' zoals de aanslagen in Parijs, eind 2015. 
In 2007 en 2009 trainde Overbeek presentatoren en verslaggevers uit onder andere Afghanistan, Pakistan, Kenia, Zambia, Oeganda, Indonesië, Nepal, Filipijnen en Albanië bij het aan Radio Nederland Wereldomroep verbonden internationale opleidingscentrum Radio Nederland Training Centre.
Tijdens de Olympische Zomerspelen van 2008 schreef en presenteerde hij, van 9 tot en met 24 augustus 2008, in 16 dagen tijd in totaal 101 NOS Flitsjournaals voor NOS Studio Sport. Tijdens de Olympische Zomerspelen in Londen presenteerde hij vaak 's ochtends flitsjournaals op Nederland 1.
In 2009 speelde Overbeek in het Sinterklaasjournaal de rol van Pieter Baas.